# مقاطعة أونيدا (نيويورك)
مقاطعة أونيدا (بالإنجليزية: Oneida County)‏ هي إحدى المقاطعات في ولاية نيويورك في الولايات المتحدة الأمريكية.

## أعلام
- أغسطس رودس
- هيلين تشادويك
- ستيفان مولتون بابكوك
- توماس دو جونز
- ويليام فولر